# Urzędów
Urzędów (tiếng Ba Lan: powiat urzędowski) là một powiat (quận) trong Lublin Voivodeship trong Khối thịnh vượng chung Ba Lan-Litva (thế kỷ 16-18). Ngày nay, Urzędów thuộc Quận Kraśnik.
Quận Urzingow được tạo ra một thời gian vào cuối thế kỷ 15, khi Lublin Voivodeship được khắc ra khỏi phần phía đông của Sandomierz Voivodeship. Voivodeship mới được tạo thành từ ba quận - Huyện Lukow Huyện Lublin và Huyện Urzingow, có diện tích vào cuối thế kỷ 16 là 1028 km2. Ngoài Urzingow, nó còn bao gồm các thị trấn như Bilgoraj, Krasnnik, Janow Lubelski, Frampol, Opole Lubelskie và Goraj. Urzingow trở thành trụ sở của chính quyền địa phương (starosta) bởi vì, vào thế kỷ 15, sejmiks đã diễn ra ở đây.
Đến nửa sau của thế kỷ 17, diện tích của Huyện Urzingow đã tăng lên 3293 km2, bởi vì ranh giới của nó di chuyển về phía bắc, với chi phí của Hạt Lublin lân cận. Tại thời điểm đó, các địa điểm như Opole Lubelskie, Chodel, Ratoszyn Pierwszy, Wilkolaz và Bychawa được sáp nhập vào quận Urzedow.
Thị trấn lớn nhất của quận là Krasnnik, có dân số vào giữa thế kỷ 17 lên tới hơn 4000 người, khiến nó trở thành thành phố lớn thứ hai của voivodeship, sau Lublin (10 000). Đồng thời, Urzingow có dân số 2000.
Quận Urzingow đã bị giải tán sau khi phân vùng thứ ba của Ba Lan (1795). Trong Công tước Warsaw và Quốc hội Ba Lan do Nga kiểm soát, phần lớn lãnh thổ thuộc về Huyện Krasnnik và Hạt Bilgoraj.